# Antero González de Audicana
Antero González de Audicana Inchaurraga (16 de abril de 1901 – 28 de enero de 1978) fue un futbolista y entrenador español cuya carrera estuvo asociada principalmente con el Deportivo Alavés. Compitió en el torneo masculino en los Juegos Olímpicos de Verano de 1928.

## Trayectoria
Comenzó en el Deportivo Alavés en 1923. La temporada 1926-27 fue campeón de la Serie B de Vizcaya, en la temporada siguiente, subcampeón se la Serie A y semifinalista de la Copa del Rey. Su temporada 1929-30 fue la del primer ascenso de la historia de la liga, ya que realizó el primer ascenso de campeonato de Segunda División. Además, fueron campeones de Vizcaya de la Serie A. Jugó durante 3 temporadas en Primera División.
Como internacional, jugó para la selección española en los Juegos Olímpicos de Ámsterdam 1928. Donde cayeron ante Italia en cuartos de final.
En las temporadas 1941-42 y 1942-43 dirigió al equipo albiazul desde el banquillo, donde en la primera de ellas se quedó cerca de la promoción de ascenso a Primera, la cual le arrebató el Real Zaragoza.
Cuando se retiró del deporte, se compró un taxi y pasó a ser uno de los taxistas que trabajaban en Vitoria.